# ماك مورغان
ماك مورغان (بالإنجليزية: Mac Morgan)‏ هو مغني أوبرا ومغني أمريكي، ولد في 25 يونيو 1917، وتوفي في 12 يونيو 2007.

## وصلات خارجية
- ماك مورغان على موقع ميوزك برينز (الإنجليزية)
- ماك مورغان على موقع ديسكوغز (الإنجليزية)